# 過江村
過江村位於臺灣屏東縣里港鄉中心，舊名過港仔。往昔下淡水溪（今稱高屏溪）在清代時，能由臺灣海峽直通阿里港，通商貿易船隻需在此靠岸，故有「過港仔」之名，當時是屏東平原上最重要的港口之一:259。

## 歷史
漢人約在清朝康熙末葉拓墾屏北平原，據《臺海使槎錄》記載之番界線位址可看出，康熙六十一年（1722年）今日里港鄉溪北區域已有卓加，而溪南也逐漸形成街市:66。里港雙慈宮所藏石碑刻有「義渡碑記」，上云雍正八年(1730年)，居住里港市街和「二渡河」對岸的地方商家富戶，有鑑於對外交通經常需要船渡，且筏夫也常任意索取渡船費，為減輕渡船負擔，並避免引發糾紛，乃發動募捐，建立義渡:35，「二重渡」溪南渡口之位置一般相信即在今日過江村附近:259。
乾隆時期，繁華的阿里港街市主要有兩間村廟，一為雙慈宮，另一為三山國王廟:97。後者於道光12年（1832年）閩粵械鬥後遭廢祀，道光18年（1838年）村民在原址建立「王爺廟」，即今日過江村代天府，因此，學者認為清治初期過江村一帶應有不少客家人居住:98。該重大械鬥後，分別安葬福佬人與客家人之紅廟、白志廟也建於過港仔。
清代過江的相關記載還有數筆，首先據《鳳山縣採訪冊》錄，咸豐元年（1851年），里港藍家藍見元出資設立義塚，就是今天里港鄉過江村第一公墓。過江村原有孔廟，光緒三年（1877年）地方仕紳捐地擴建成雪峰書院:611。光緒十七年（1891年），居民造過港仔橋，可通美濃。
過江村為阿里港之文教中心，原雪峰書院於明治33年（1900年）改建為里港公學校，供九塊、高樹、鹽埔等學童就學，為里港國小之前身:611。里港小學校則設立於大正三年（1914年），位於現今里港圖書館館址:626。過江村清朝屬於鳳山縣港西里，日治時期先後隸阿猴廳港西上里阿里港街、高雄州屏東郡里港大字。昔日阿里港為糖業重鎮:109，村莊北側還有「廍仔」聚落，位於溪水漫流之地，下淡水溪整治計畫（1927-1938）後已廢庄:259。據過江紫竹寺碑記所載，廍仔居民多遷進過港仔土名「大冇園」之地。
民國48年（1959年），政府耗資建成二重溪過水橋，為軍用橋樑，八七水災時毀損甚重:551。民國66年（1977年），里港大橋建成，時至今日都是二重溪兩側最重要的聯絡幹道。近年來，過江村擴建了400多戶的社區，設立里港夜市大道，有河堤公園、棒球場的設置，並持續推動公墓遷葬納骨塔，以釋放計畫用地。

## 信仰中心
- 代天府：主祀五府千歲，位於過江路71-1號
- 紫竹寺：主祀觀世音菩薩，位於過江路2之6號

## 教育
- 屏東縣里港鄉里港國民小學 （页面存档备份，存于）
- 屏東縣里港鄉立中正圖書館 （页面存档备份，存于）